# Visconde de Vila Mendo
Visconde de Vila Mendo foi título criado por decreto de 16 de agosto de 1872, do rei D. Luís I de Portugal, a favor do político António de Gouveia Osório. Na sequência, foi dado a António de Castro de Gouveia Osório.